# Gasthaus zur Krone (Niederdollendorf)

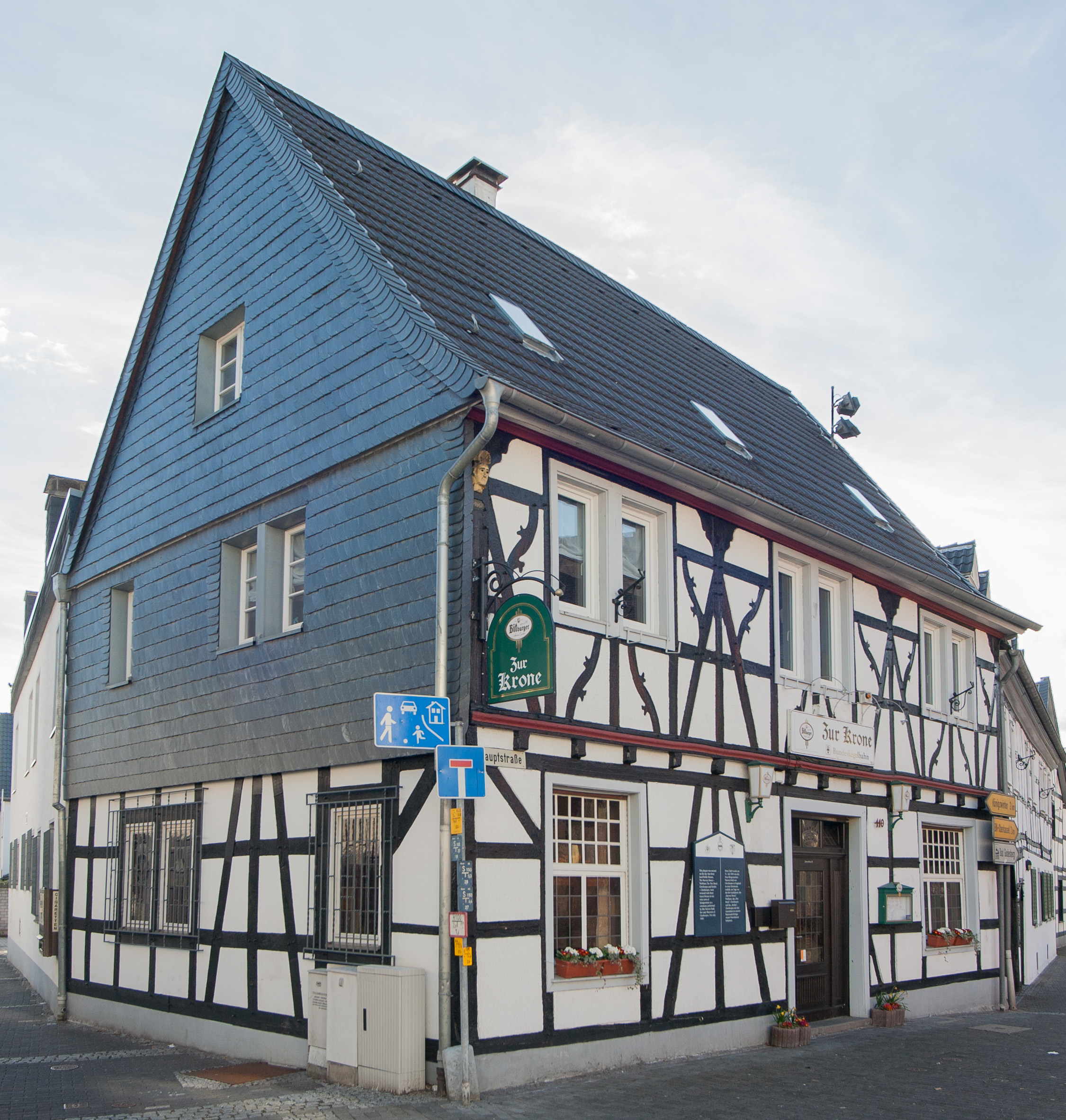
Gasthaus zur Krone (2013)

Das ehemalige Gasthaus „Zur Krone“ ist ein Fachwerkhaus in Niederdollendorf, einem Stadtteil der Stadt Königswinter im nordrhein-westfälischen Rhein-Sieg-Kreis, das im 17. Jahrhundert errichtet wurde. Es steht als Baudenkmal unter Denkmalschutz.

## Lage
Das Eckhaus steht traufständig zur Hauptstraße (Hausnummer 110) und giebelständig zur Rheinstraße am westlichen Endpunkt der Heisterbacher Straße an einem kreuzungsähnlichen Platz, dem einstigen Marktplatz. Nördlich gegenüber liegt die Niederdollendorfer Pfarrkirche.

## Geschichte
Das Gebäude wurde ausweislich einer Jahreszahl unterhalb des Eckständers im Obergeschoss im Jahre 1667 erbaut. Es diente spätestens seit 1844 als Gasthaus, womit es als das älteste in Niederdollendorf galt. Um 1900 erfuhr das Gebäude eine Erweiterung um einen Saalanbau mit Kegelbahn. In dem Saal des Gasthauses wurde 1969/70 während einer Renovierung der gegenüberliegenden Pfarrkirche der katholische Gottesdienst abgehalten. 1985 wurde an dem Gasthaus durch die Bürgermeisterin der Königswinterer Partnerstadt Cleethorpes in Großbritannien eine Gedenktafel enthüllt, mit der auf die Partnerschaft dreier Gaststätten in Königswinter mit drei Pubs in North East Lincolnshire hingewiesen wird. Die Eintragung des Hauses in die Denkmalliste der Stadt Königswinter erfolgte am 27. September 1989. Es wurde bis zur Schließung im Frühjahr 2015 als Gasthaus genutzt und 2018 zu einem reinen Wohngebäude umgebaut, das einschließlich des Anbaus acht Wohnungen umfasst.

## Architektur
Das Haus ist in Stockwerkbauweise errichtet. Das Obergeschoss kragt leicht vor. Die Fenster waren im Erdgeschoss ursprünglich kleiner und im Obergeschoss nicht wie derzeit zu Zweierfenstern angeordnet. Das Obergeschoss weist ein Zierfachwerk auf, dessen Streben nasenbesetzt und wie die Kopfhölzer geschweift sind. Ein weiteres Schmuckelement dieses Geschosses ist eine geschnitzte Maske am Eckständer. Die ehemals vermutlich mehrfach vorkragende Giebelseite des Hauses wurde im Ober- und Dachgeschoss in jüngerer Zeit verschiefert (zuvor verputzt). Der rückwärtige Saalanbau von 1900 ist ein Backsteinbau.